# Jon Jeary
Jon Jeary (Londra, 16 giugno 1968) è un bassista, compositore e produttore discografico britannico conosciuto soprattutto per la sua militanza nel gruppo rock progressivo Threshold, nonché per la sua attività di turnista.

## Biografia
Iniziata la carriera a metà degli anni ottanta, dopo aver militato in varie band, nel 1990 fondò i Threshold, band di cui è stato membro fino al 2003, con i quali ha inciso tutti gli album fino a Critical Mass, pubblicato nel 2002. 
Ha inoltre inciso due album come solista. Ha anche avuto il ruolo di compositore. 
È inoltre, dal 2002, membro della band solista di Clive Nolan.

## Discografia

### Solista
- 1992 - Casino
- 1998 - Dynamit

### Threshold
- 1992 – Wounded Land
- 1994 – Psychedelicatessen
- 1997 – Extinct Instinct
- 1998 – Clone
- 2001 – Hypothetical
- 2002 – Critical Mass

### Collaborazioni (parziale)
- 1996 - Strange Hobby - Arjen Anthony Lucassen
- 1999 - Jabberwocky - Clive Nolan
- 2002 - Visage - Ken Wiley
- 2012 - Lost in the New Real - Arjen Anthony Lucassen
- 2021 - Tales By Gaslight - Clive Nolan